# Újtanya
Újtanya (románul Rădulești) falu Romániában, a Partiumban, Szatmár megyében.

## Fekvése
Érkávás közelében fekvő település.

## Története
Nevét Újtanya, Kávásitanya,  Rădulești, Radulestitelep néven is írják. 
1956-ban 314 lakosa volt.
2002-ben 113 lakosa volt, melyből 104 román, 1 magyar volt.
Korábban Érkávás része volt.